# Schalifrontia
Schalifrontia là một chi bướm đêm thuộc họ Noctuidae.

## Loài
- Schalifrontia furcifer Hampson, 1901